# Terremoto de Kütahya de 2011
El terremoto de Kütahya de 2011 fue un movimiento telúrico de 5,8 grados en la Escala de Richter que sacudió a Turquía el 19 de mayo de 2011 a las 11:15 p. m. hora local de la región, dejando un saldo de 3 muertos y más de 100 heridos, teniendo una profundidad de 4,6 km.

## Historia
A 45 minutos para terminar el día en Turquía, un fuerte movimiento telúrico de 5,8 grados sacudió la provincia de Kütahya de 4,6 kilómetros de profundidad, suficiente para dejar grandes daños tanto en esa provincia como en otros lugares, dejando un saldo de 3 muertos hasta el momento, hasta el momento la región ha detectado réplicas, siendo la más fuerte de 4,6 grados.
El movimiento dejó daños significativos como el derrumbe del edificio de la Universidad de Dumlupimar de Kütahya, sin embargo no había nadie en el edificio siendo este categorizado como un milagro, ya que hubiera dejado centenas de muertos en tan solo ese edificio.
El año pasado Turquía sufrió un terremoto de casi igual magnitud en la provincia de Elazığ dejando un saldo total de 41 muertos.